# Heike Marklein
Heike Marklein (* 2. November 1967 in Offenbach am Main) ist eine ehemalige Kunstradfahrerin in der Disziplin Einer-Kunstradfahren.
In ihrer aktiven Zeit beim RC Adler Dietesheim kam sie zu einer Vielzahl an Erfolgen. Im Anschluss konnte sie auch als Trainerin Erfolge verbuchen.

## Werdegang
Bereits mit fünf Jahren begann Marklein mit dem Kunstradfahren, Trainerin war ihre Mutter. 1981 gewann sie bei den Schülerinnen den ersten nationalen Meistertitel. 1984 folgte der Titel bei der Jugend, nachdem sie bereits im Jahr zuvor erstmals Junioren-Europameisterin geworden war. Auch 1984 setzte sie sich bei den Junioren-Europameisterschaften durch, 1985 wurde sie bei diesem Wettbewerb Zweite. Weitere Titel auf nationaler und internationaler Ebene folgten.
Nach ihrer Zeit als Aktive war sie von 1993 bis 2005 Junioren-Bundestrainerin beim Bund Deutscher Radfahrer. 2013 trainierte sie die Weltmeisterin Corinna Hein und führte diese bei den Hallenradsport-Weltmeisterschaften 2013 zu Gold.

## Sportliche Erfolge
- Weltmeisterin 1986, 1989
- Vizeweltmeisterin 1987, 1988
- Fünffache deutsche Meisterin
- Siegerin World Games 1989

## Sonstiges
Heute arbeitet die Diplom-Verwaltungswirtin für den Landkreis Offenbach.